# Ulatówka
Die Ulatówka ist ein kleiner rechter Zufluss der Orzyc in Polen.

## Geografie
Der rund 24 km lange Fluss entspringt bei dem Dorf Grabowo-Skorupki (Gmina Krzynowłoga Mała) in der Woiwodschaft Masowien,  fließt in ostsüdöstlicher Richtung ab, kreuzt die Droga krajowa 57 und mündet bei dem Dorf Małowidz (Gmina Jednorożec) in die Orzyc.